# Firmiana
Genre
Classification phylogénétique
Firmiana est un genre d'arbres de la famille des Malvaceae (ou des Sterculiaceae selon la classification classique) originaire d'Asie du Sud-Est.

## Étymologie
Le nom de Firmaniana a été créé en l'honneur de Karl Joseph von Firmian (1716 - 1782), ambassadeur d'Autriche en Italie, mécène ayant rassemblé une bibliothèque de 40 000 volumes.

## Liste d'espèces
Selon BioLib (9 mai 2023) :
- Firmiana calcarea C. F. Liang & S. L. Mo ex Y. S. Huang
- Firmiana colorata (Roxburgh) R. Brown
- Firmiana danxiaensis H. H. Hsue & H. S. Kiu
- Firmiana hainanensis Kostermans
- Firmiana kwangsiensis H. H. Hsue
- Firmiana major  (W. W. Smith) Handel-Mazzetti
- Firmiana papuana Mildbr.
- Firmiana pulcherrima H. H. Hsue
- Firmiana simplex (L.) W. Wight